# Cope Hill
Der Cope Hill ist ein Hügel im westantarktischen Marie-Byrd-Land. Er ragt 1,5 km westlich des Manfull Ridge an der Nordseite der Kohler Range auf.
Der United States Geological Survey kartierte ihn anhand eigener Vermessungen und Luftaufnahmen der United States Navy aus den Jahren von 1959 bis 1966. Das Advisory Committee on Antarctic Names benannte ihn 1976 nach Leutnant Winston Cope von den Reservestreitkräften der US Navy, der 1974 als Arzt auf der Amundsen-Scott-Südpolstation tätig war.